# Jevgenij Ivanovič Markov
Jevgenij Ivanovič Markov (rusko Евге́ний Ива́нович Ма́рков), ruski general, * 1769, † 1828.
Bil je eden izmed pomembnejših generalov, ki so se borili med Napoleonovo invazijo na Rusijo; posledično je bil njegov portret dodan v Vojaško galerijo Zimskega dvorca.

## Življenje
5. decembra 1770 je kot navadni vojak vstopil v Permijanski pehotni polk in 18. novembra 1772 je bil povišan v zastavnika. 28. septembra 1779 je bil kot poročnik premeščen v Semipalatinski poljski bataljon. 
1. januarja 1786 je bil kot stotnik premeščen v Kurski pehotni polk; aktivno vojaško službo je pričel 3. marca 1787, ko je vstopil v Preobraženski polk; 18. junija 1788 je bil povišan v drugega majorja. 
Istega leta se je udeležil vojne proti Turkom. Leta 1792 je bil premeščen v Apšeronski mušketirski polk, s katerim se je boril proti Poljakom; proti njim se je boril tudi čez dve leti. 
4. aprila 1798 je bil povišan v polkovnika in 16. avgusta istega leta je postal poveljnik Tifliskega mušketirskega polka. 26. novembra 1798 je bil povišan v generalmajorja in istočasno je postal šef Muromskega mušketirskega polka; udeležil se je italijansko-švicarske kampanje. 
27. januarja 1801 je postal poveljnik Arensburga. 28. julija istega leta je bil imenovan za poveljnika Pskovskega mušketirskega polka, s katerim se je udeležil vojne tretje in četrte koalicije. 
12. decembra 1807 je bil povišan v generalporočnika in naslednje leto je postal poveljnik 9. pehotne divizije, s katero se je udeležil bojev proti Turkom v Moldaviji. 
Ob pričetku patriotske vojne je bil poveljnik korpusa v 3. rezervni opazovalni armadi. Ob koncu vojne je bil poveljnik 15. pehotne divizije; 13. aprila 1816 je bil razrešen poveljstva.